# Henry Scheemakers

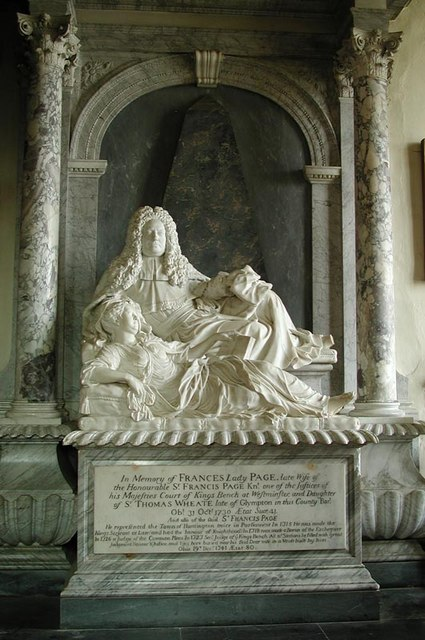
Monumento a Sir Francis Page y su segunda esposa en la iglesia de Steeple Aston

Henry Scheemakers (nacido como Hendrik Scheemaekers; Flandes, c. 1686 - París, 18 de julio de 1748) fue un escultor flamenco que trabajó en Inglaterra y Francia en la primera mitad del siglo XVIII.

## Trayectoria
Henry Scheemakers, o Hendrik Scheemaekers en los registros flamencos, era el hijo mayor del escultor de Amberes Pieter Scheemaeckers y su esposa Catharina van der Hulst (muerta en 1712). Henry era hermano mayor del más conocido (en Inglaterra) Peter Scheemakers el Joven, con quien colaboró en algunos proyectos. El hijo menor de Henry, Thomas-Henry, se hizo cargo del taller de su tío Peter el Joven en Vine Street después de que Peter se jubilara en la década de 1770.

### Nacimiento, padres y hermanos
Se desconoce su fecha de nacimiento, pero Hendrik Scheemaekers nació alrededor de 1686. Es posible que el nombre de Hendrik se deba al escultor de Amberes Hendrik Frans Verbrugghen o Verbruggen, que se había casado con Susanna Verhulst en 1682.  Los hermanos menores de Hendrik fueron Catharina, bautizada el 1 de octubre de 1688 (murió joven), Pieter-Caspar, bautizado el 10 de enero de 1691, Elisabeth, bautizada el 6 de julio de 1693 (aún vivía en 1771), Jan-Frans, bautizado el 2 de febrero de 1696 (ídem), y otra Catharina, bautizada el 20 de marzo de 1698 (murió antes de 1771 dejando una hija), todos ellos en la St Jacobskerk de Amberes. El matrimonio de sus padres había terminado en un agrio divorcio en 1707. El testimonio de múltiples testigos durante el proceso de divorcio del 2 de julio de 1708 atestigua el terrible comportamiento del padre Pieter, que maltrataba y golpeaba a su mujer y a sus hijos llamándoles "cerdos", y que se enfurecía en una borrachera durante la cual destruía su casa.
El hermano menor de Henry, Pieter-Caspar, conocido como Peter Scheemakers el Joven (1691-1781), también se convirtió en escultor, al igual que los dos hijos de Hendrik : Pierre Scheemackers en París y Thomas-Henry conocido como Thomas Scheemakers en Londres.
Henry Scheemakers inicialmente aprendió su arte de su padre, pero fuentes francesas dicen que fue a Copenhague como oficial de su casi contemporáneo Johann Adam Sturmberg, donde su hermano menor Peter Scheemakers el más joven se le unió más tarde c.1718 -1720.

### Los años de Londres
El hermano Peter Scheemakers había llegado a Inglaterra hacia 1720, asociándose con el escultor Laurent Delvaux, nacido en Gante, especialmente tras la temprana muerte de Pierre-Denis Plumier, nacido en Amberes, a mediados de 1721. El año de la llegada de Henry a Londres es menos claro. Se estableció como escultor en 1726, cuando "Hen. Scheemakers, Statuary" de St Margaret's Westminster tomó como aprendiz a John van Nost el joven, sobrino (pero inscrito como hijo) del escultor flamenco John Van Nost, siendo Henry de la parroquia de St Margaret's en Westminster, y John de St George en Hanover Square. En el año siguiente, 1727, el "Sr. Schimacker" aparece por primera vez en los libros de tarifas de Westminster con la dirección de Old Palace Yard en la parroquia de St Margaret's en Westminster.
Alrededor de 1729, Henry Scheemakers se asoció con el escultor inglés Sir Henry Cheere, primer baronet en un monumento a Robert Bertie, primer duque de Ancaster y Kesteven (c. 1728; Edenham, Lincolnshire ), en el que la figura de tamaño natural del duque vestido con armadura romana está flanqueada por columnas corintias. También colaboró con el escultor flamenco Laurent Delvaux, socio de su hermano, antes de que éste se marchara a Italia en 1728.

### Matrimonio e hijos
Mientras tanto, Henry se había casado con Catherine Hennekin en la Real Capilla Católica de Santiago en 1727.  Catherine era hija de Michiel Hennekin o Michael Hennekin, nacido en Flandes, que había sido aprendiz del gran escultor Jan Claudius de Cock en 1697; el hermano de Catherine, Simon, era escultor y dorador en Londres, al igual que su sobrino George Michael Hennekin.  El hijo de Henry y Catalina Scheemaker, Michael, que lleva el nombre de su padre, y su hija Catalina murieron jóvenes y fueron enterrados en Santa Margarita de Westminster en 1731 y 1734 respectivamente, pero la pareja tuvo cuatro hijos supervivientes que fueron nombrados herederos de Henry en París después de que éste muriera allí en julio de 1748: Peter, Thomas-Henry, Marie-Louise y Geneviève-Catherine.

### París
Antes de trasladarse a París, Henry Scheemakers celebró una subasta en julio de 1733 de algunas de sus existencias, pero la familia seguía en Londres en septiembre de 1734 cuando su hija Catherine fue enterrada en St Margaret's en Westminster. A pesar de residir y trabajar en París durante casi 15 años, muy pocas de las obras de Henry Scheemakers en Francia han sido identificadas con confianza. Los únicos elementos conocidos registrados fueron esculturas de un río y náyades en el Castillo de Dampierre.
Henry Scheemakers, inscrito de diversas formas en los registros franceses como Henri Scheckmackers, Scheekmackers, Shkemacker y Schektmackers, murió el 18 de julio de 1748 en la rue Meslé (ahora Meslay) en París, a la edad aproximada de 65 años, a las 2 a. m. después de una enfermedad de dos semanas. Como los hijos de Henry eran menores de edad, su madre, Catherine Hennekin, fue nombrada su tutora principal.

El inventario realizado de las existencias de su negocio después de su muerte incluye "60 figuras de terracota de diferentes tamaños... y diferentes temas, un armario lleno de herramientas, dos sillas de montar para modelar, un andamio, una mesa" en una habitación trasera de la planta baja, y en el "taller que da al patio del lado de la calle Meslé...". 8 grandes jarrones de piedra de Conflans casi terminados, otros 4 jarrones no trabajados... modelos de yeso". Los expertos en valoración fueron Pierre Danse y Denis Robinot, también escultores y también residentes en la calle Meslé. Entre los acreedores de Enrique se encontraba Charles Philippe d'Albert de Luynes, duque y par de Francia, que reclamó el Enlèvement de Belle Heleinne [sic] par Paris, y Méliagre et Athalas [Atalanta], cada uno de 7 pies de altura. Entre los demás acreedores de Henry Scheemakers figuraba Paul-Ambroise Slodtz (hijo del escultor Sébastien Slodtz), escultor ordinario del rey, residente en la calle del Viejo Louvre, que reclamaba "el molde del torso del Milon de Cretone y el cuerpo de yeso de dicho molde"; Denis Coulonjon, escultor en París, residente en la Cour du Grand Maitre de l'Arsenal, que reclama una terracota de "Gloire compuesta por dos cabezas de querubines con rayos"; Claude-Nicolas Lenoir, comerciante de piedras en Conflans-Sainte-Honorine; Pierre Pouillet, cortador de piedras; Noël Froment, cirujano del Rey; y el propietario que reclama 200 libras de alquiler por el año.

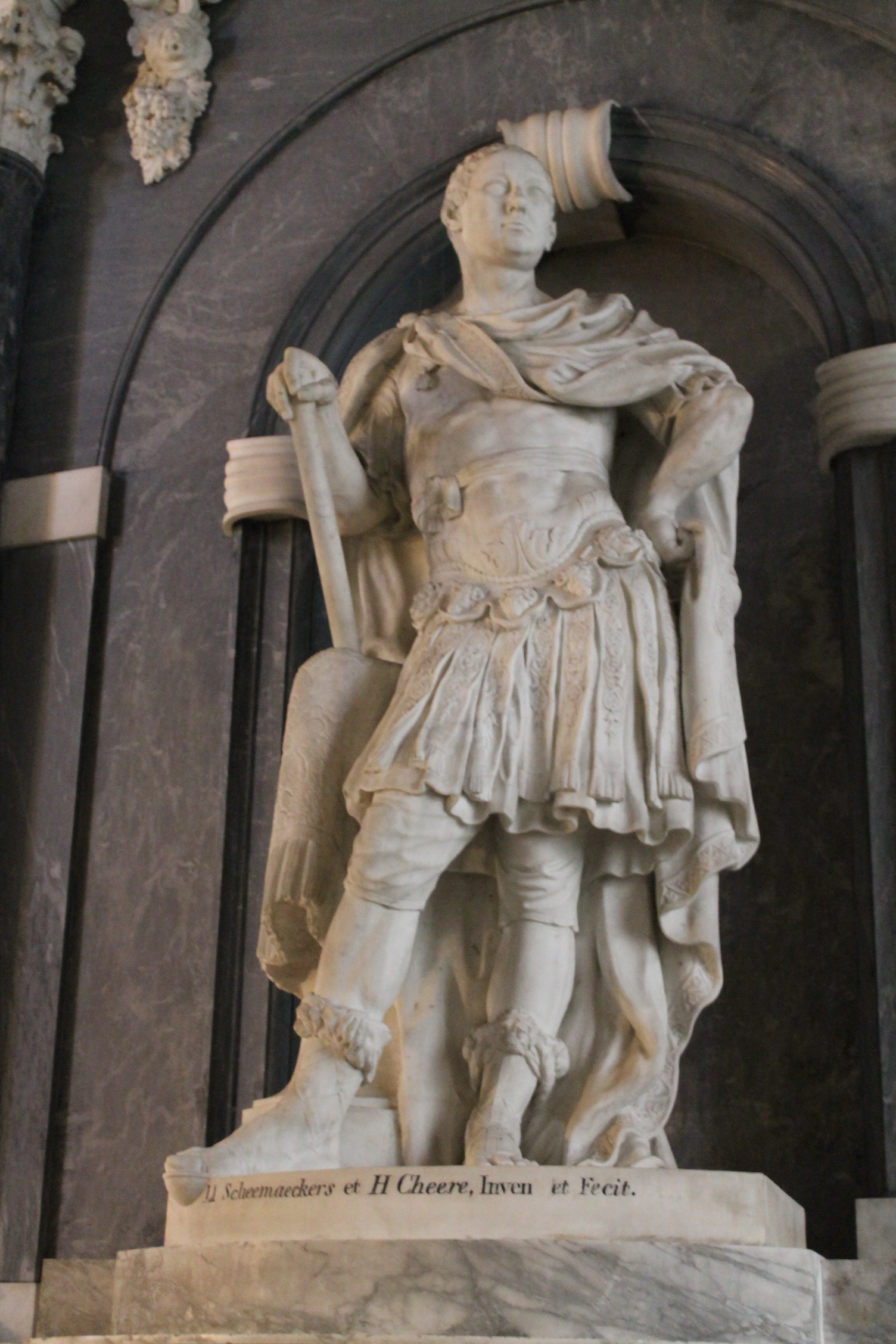
Monumento a Robert Bertie, iglesia de Edenham (con H Cheere)

### Hijos Pierre y Thomas Scheemakers, escultores
El hijo mayor de Henry Scheemakers, Peter (III) Scheemaekers, se hizo conocido en París como el escultor Pierre Scheemackers (c.1728-1765). Pierre fue admitido en la Academia de San Lucas el 15 de octubre de 1755, exhibiendo varios artículos en los Salones de 1756, 1762 y 1764, y luego fue nombrado Profesor de la Academia en enero de 1764, pero murió en París el 19 de octubre de 1765.
El hijo menor de Henry Scheemakers, Thomas-Henry, conocido como Thomas Scheemakers (c.1740-1808) también se convirtió en escultor y llegó a Londres en 1763 para trabajar para su tío (no su padre, como hasta ahora se creía erróneamente), el escultor Peter Scheemakers, quien no tenía hijos. Thomas se hizo cargo del taller de su tío en Vine Street cuando Peter se retiró a su ciudad natal de Amberes, donde murió diez años después, en 1781. Thomas se había casado en Londres en 1779, pero también murió sin hijos, dejando una herencia por valor de casi 3.500 libras esterlinas y nombrando como albaceas a su esposa y al escultor Joseph Nollekens.

## Obras
- Monumento a Richard Graves, Mickleton, Gloucestershire (1729)
- Monumento a Sir Francis Page, Steeple Aston (1730)
- Monumento a John Bradbury, Wicken Bonhunt (1731)